# Clear Linux OS

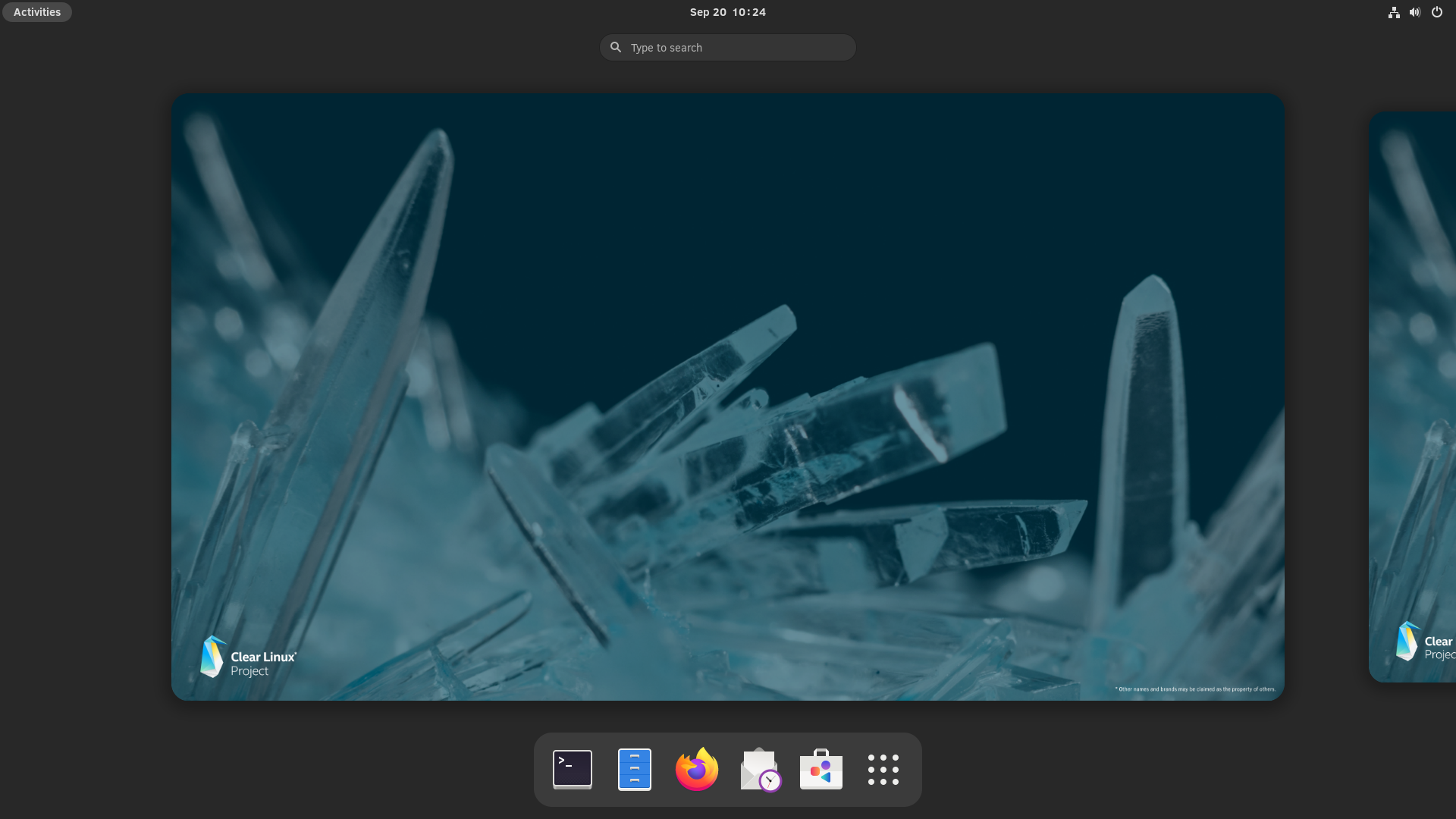
Clear Linux en l'escriptori GNOME.

Clear Linux, o Clear Linux OS, fou una distribució Linux desenvolupada i mantinguda per Intel. Optimitzada principalment per als microprocessadors d'Intel, però també considerant els d'AMD, la seva finalitat era oferir un rendiment òptim en servidors, seguretat i virtualització. Amb un model de desenvolupament d’alliberament continu, Clear Linux estava dissenyada per a professionals de DevOps, informàtica al núvol, intel·ligència artificial i virtualització. Inicialment utilitzava Xfce com a entorn de treball, però posteriorment es va prioritzar GNOME per a facilitar la integració amb Wayland. Aquesta distribució independent comptava amb el seu propi gestor de paquets, swupd. Finalment, el 18 de juliol de 2025, Intel va anunciar la retirada del suport a Clear Linux OS, arxivant en mode lectura el seu contingut a GitHub.